# 라이네크 (성전사 단바인)
라이네크(Wryneck, ライネック)는 애니메이션 "성전사 단바인"에 등장한 가공의 병기로, 오라 배틀러의 일종이다.

## 개요
아 나라와 쿠 나라가 공동으로 개발한 기체이며, 드레이크/비쇼트 양군의 차기 주력 오라 배틀러로 여겨지고 있었다. 양산화가 계획되고 있었지만 양군의 지상 부상으로 목표를 이룰소 없게 되어버려, 생산은 소수로 끝났다. 
이 기체도 레프러칸과 비어레스의 발전형이지만, 양산기로서 "양 기의 특성을 가지면서 어떻게 간소화할 것인가"가 기본이 되고 있어, 채산을 도외시하고 성능을 우선한 즈와쓰와는 대조적인 기체라고 말할 수 있을 것이다. 
무기는 오라 소드 1개. 양팔에 오라 발칸 1문씩. 가슴 부분에 내장식 6연장 미사일 포드 2기. 허리부분에 2연장 미사일 포드 2기. 어깨에 대형 사출식 와이어 클로를 2연장 장비한다. 또 양다리에 투척용 단검을 장비하고 있어, 격투전에도 빠짐없이 신경쓴 기체인 것을 알 수 있다. 화력도 높고, 격투전에서 대함공격까지 가능한 범용성 높은 기체인데다가, 양산을 전제로 개발된 기체이므로, 코몬으로서도 용이하게 취급할 수 있는 조종성도 특징이 되고 있다. 
첫 등장은, 카라카라 요새전 즈음에 쿠 나라의 원군으로서 참전했던 토드 기네스의 탑승기로서이지만, 한 컷만 등장하며, 다시 비어레스로 되돌아가고 있다. 그 후, 뮤지 포의 애기로서 등장하지만 (이 때 쇼트는 라이네크를 '너 때문에 만들었다'라고 설명하고 있다), 결국 뮤지도 즈와쓰로 갈아탄다. 이렇게 연출상의 취급이 상당히 혼란되어 있다. 그 후는 신형기인데도 불구하고 애기로 삼는 자가 정해지지 않고 (탑승기가 정해지지 않고 있었을 때의 흑기사가 빌려서 탑승하는 등), 상당히 소홀히 취급되고 있다. 
지상에서 비어레스 (쇼의 단바인을 압도한 고성능기였지만, 빌바인 상대로는 완패)를 단념한 토드가 애기로 삼은 것으로, 드디어 취급이 정해졌다. 이 토드의 기체는 상당히 튜닝되어 있었던 모양인지 (혹은 지금까지의 변변치 못하게 취급된 등장을 없었던 걸로 하기로 한 것인지), '쓰기에 따라서는 빌바인도 쓰러뜨릴 수 있다! '고 호언할 만큼, 빌바인의 기동 운동성에 버금가는 능력을 가지고 있었다. 스펙 상으로도, 한계 오라력 18오라라는 값은, 빌바인 다음 가는 것이다. 토드는 이 기체로 하이퍼화하고, 쇼 자마와의 긴 싸움에 끝을 맺는다. 
그 외에 종반에서는 일반병이 탑승한 '라이네크 부대'가 등장하고 있다. 또, 리믈 루프트 가 게어 가링에서 탈출할 때에 사용하고 있어, 이 기체의 조종 편의성을 보여주고 있다. 
PS용 소프트 "성전사 단바인 성전사 전설"에서는, 강화형 라이네크가 등장한다. 색은 빨강. 또한 그 게임에서는 양산도 가능하고, 색은 스카이블루. 
로 루트에서는 드레이크 측의 오라 배틀러는 양산할 수 없지만, 이 라이네크만은 예외로, 로 루트에서도 양산이 가능. 

## 같이 보기
- 오라 머신 목록